# Штокмар, Валентина Владимировна
Валенти́на Влади́мировна Што́кмар (1914—1984) — советский историк-медиевист, крупный специалист по истории Англии XV—XVII веков. Доктор исторических наук, профессор кафедры истории средних веков исторического факультета Ленинградского университета.

## Биография
Родилась 14 (1) июля 1914 года в с. Подушкино Звенигородского уезда Московской губернии в семье дворянина Владимира Петровича Штокмара (1882—1914). С осени 1914 г. жила в Петербурге со своей матерью. После окончания школы в 1930 г. поступила на Высшие Государственные курсы иностранных языков и окончила их в 1935 г. сразу по двум отделениям (немецкому и английскому), сдав государственные экзамены в Ленинградском педагогическом институте им. А. И. Герцена по факультету иностранных языков. Ещё до окончания Курсов начала работать в библиотеке Ленинградской государственной консерватории (с 1933 по 1936 г.), а с 1934 также преподавателем иностранных языков в отделе подготовки кадров Академии Наук СССР (1934—1939). В 1939 г. была принята в аспирантуру по кафедре истории средних веков Ленинградского университета, где её учителями стали выдающиеся советские медиевисты И. М. Гревс и Е. А. Кудрявцев, под влиянием которого сформировался интерес к проблемам истории позднего средневековья.
Первую, самую тяжелую зиму блокады, Валентина Владимировна вместе с матерью и сестрой (Галиной Завьяловой) прожила в Ленинграде. В феврале 1942 г. от голода умер отчим П. В. Завьялов. В апреле того же года эвакуировалась вместе с университетом в Саратов, где защитила кандидатскую диссертацию «Произведения Свифта как исторический источник».
С 1942 по 1945 г. преподавала в Иркутском педагогическом институте. В 1945 г. была вызвана в ЛГУ для продолжения научной и преподавательской деятельности на историческом и филологическом факультетах. В 1963 г. в Ленинграде была защищена докторская диссертация «Социальная и экономическая политика английской абсолютной монархии второй половины XVI в.».
С появлением на историческом факультете вечернего отделения В. В. Штокмар был поручен курс истории средних веков. Ею был опубликован цикл работ по экономической политике английского абсолютизма и истории английского пуританского движения, англо-шотландских отношений. В. В. Штокмар — одна из авторов коллективных трудов («История крестьянства в Европе». Т. 3. М., 1986), учебников и учебных пособий для вузов. Впервые опубликованная в 1973 году книга «История Англии в средние века» к настоящему времени выдержала три издания.

## Исследовательская школа
В. В. Штокмар создала школу исследователей позднесредневековой Англии, интересы которых сосредоточены на изучении наиболее сложных, спорных, переходных эпох.
В общей сложности курс истории средних веков в её исполнении слушали около 40 выпусков исторического факультета ЛГУ. Среди учеников В. В. Штокмар — доктора наук и профессора, ведущие российские англоведы.

## Основные работы
- Идеология английского абсолютизма в письмах Елизаветы Тюдор // Учёные записки ЛГУ. Серия исторических наук. Вып. 17. Л., 1950. — С. 223—248.
- Очерки по истории Англии XVI в. Л., 1957.
- Экономическая политика английского абсолютизма в эпоху его расцвета. Л., 1962.
- История Англии в средние века. Л., 1973. (2-е изд.: СПб.: Алетейя, 2000.)
- Некоторые условия и дипломатическая подготовка объединения Англии и Шотландии в конце XVI — начале XVII вв. // Англия XIV—XVII вв.: Проблемы генезиса капитализма. Вып. 2. Горький, 1974.
- Особенности пуританского движения конца XVI — первой трети XVII в. и начало конфликта между пуританами и абсолютной монархией // Проблемы социальной структуры и идеологии средневекового общества. Вып. 3. Л., 1980.